# Zenodorus ponapensis
Zenodorus ponapensis là một loài nhện trong họ Salticidae.
Loài này thuộc chi Zenodorus. Zenodorus ponapensis được Berry, Joseph A miêu tả năm 1996. Beatty & Jerzy Prószyński.